# Roger Rouxel
Pour les articles homonymes, voir Rouxel.
Roger Rouxel, né le 3 novembre 1925 à Paris 6e et fusillé le 21 février 1944 au fort du Mont-Valérien, est un résistant français, soldat volontaire des FTP-MOI au sein du Groupe Manouchian-Boczov-Rayman des FTP-MOI de la région parisienne, dont une dizaine avaient leur portrait sur l'Affiche rouge.

## Biographie
Roger Rouxel naît le 25 novembre 1925 à Paris. Il fait ses études à Vitry-sur-Seine où habite sa famille. Formé au métier de tourneur sur métaux, il travaille dans une usine de construction mécanique à Ivry-sur-Seine.
En mars 1943, Roger Rouxel rejoint la FTP-MOI, auquel son ami d'enfance, Robert Witchitz, l'a présenté,,. Sous le matricule 1024 et le pseudonyme de « Léon », il fait partie du détachement italien. Il participe à plusieurs actions armées.
Arrêté par la 2e brigade spéciale, comme l'ensemble du groupe, le 12 novembre 1943, étant le plus jeune du groupe, il a la possibilité d'être libéré mais souhaite mourir avec ses amis et frères de résistance. Torturé, puis livré aux Allemands, il est condamné à mort et fusillé, avec 21 des 22 autres membres du groupe Manouchian au Mont-Valérien le 21 février 1944,,,.

## Reconnaissance
Roger Rouxel est reconnu caporal FTP-MOI et la mention « Mort pour la France » lui est attribuée par le Secrétariat général aux Anciens Combattants en date du 14 décembre 1945.
Le 21 février 2024, son nom est cité « Mort pour la France » lors de l'entrée de Missak et de Mélinée Manouchian au Panthéon en présence de d’Emmanuel Macron, ainsi que ses 22 autres camarades. Une plaque portant son nom et ceux des 22 résistants du Groupe Manouchian est apposée au Panthéon. Son portrait figure avec les autres camarades du groupe des FTP-MOI de l'Ile-de-France.

## Décoration
- Médaille de la Résistance française, à titre posthume par le décret du 31 mars 1947[9].

## Liste des membres du groupe Manouchian exécutés

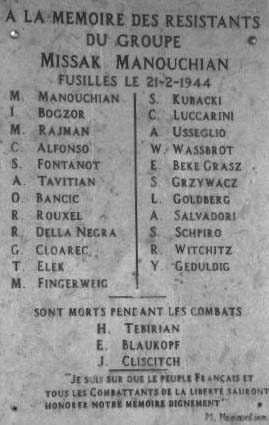
Mémorial de l'Affiche rouge à Valence.

La liste suivante des 23 membres du groupe Manouchian exécutés par les Allemands signale par la mention (AR) les dix membres que les Allemands ont fait figurer sur l'Affiche rouge :
- Celestino Alfonso (AR), Espagnol, 27 ans
- Olga Bancic, Roumaine, 32 ans (seule femme du groupe, guillotinée en Allemagne le 10 mai 1944)
- Joseph Boczov [József Boczor; Wolff Ferenc] (AR), Hongrois, 38 ans - Ingénieur chimiste
- Georges Cloarec, Français, 20 ans
- Rino Della Negra, Italien, 19 ans
- Thomas Elek [Elek Tamás] (AR), Hongrois, 18 ans - Étudiant
- Maurice Fingercwajg (AR), Polonais, 19 ans
- Spartaco Fontanot (AR), Italien, 22 ans
- Jonas Geduldig, Polonais, 26 ans
- Emeric Glasz [Békés (Glass) Imre], Hongrois, 42 ans - Ouvrier métallurgiste
- Léon Goldberg, Polonais, 19 ans
- Szlama Grzywacz (AR), Polonais, 34 ans
- Stanislas Kubacki, Polonais, 36 ans
- Cesare Luccarini, Italien, 22 ans
- Missak Manouchian (AR), Arménien, 37 ans
- Armenak Arpen Manoukian, Arménien, 44 ans
- Marcel Rayman (AR), Polonais, 21 ans
- Roger Rouxel, Français, 18 ans
- Antoine Salvadori, Italien, 24 ans
- Willy Schapiro, Polonais, 29 ans
- Amedeo Usseglio, Italien, 32 ans
- Wolf Wajsbrot (AR), Polonais, 18 ans
- Robert Witchitz (AR), Français, 19 ans